# میلن دومینگس
میلن دومینگس (انگلیسی: Milene Domingues؛ زادهٔ ۱۸ ژوئن ۱۹۷۹) بازیکن فوتبال اهل برزیل است.
از باشگاه‌هایی که در آن بازی کرده‌است می‌توان به باشگاه فوتبال کورینتیانس و باشگاه فوتبال رایو وایکانو اشاره کرد.
وی همچنین در تیم ملی فوتبال زنان برزیل بازی کرده‌است.